# 夜はこれから!ホークス派宣言
夜はこれから!ホークス派宣言は福岡・KBCラジオで2003年10月から2010年10月までナイター期間（4月～9月）に放送していたスポーツ情報・福岡ソフトバンクホークス応援番組である。
ナイターオフの期間（10月～3月）は2005年度まで「夜はこれから!AM派宣言」、2006年以降は「もう夜なのか」を放送している。本項では「AM派宣言」も合わせて取り上げる。
前番組は「藤原満と倉田恵美のスポーツ&歌謡ジョッキー」。
2011年ナイターシーズンからは新番組「らぶチャンネル」および「ホークス!らぶチャンネル」が本番組の役割を引き継いだ。

## 2003年オフシーズン
この時から「AM派宣言」が開始される。放送時間は18:05～21:50（途中18:30～19:00に「ミュージックギフト〜音楽・地球号」挿入あり）金曜は「山田一雄の競馬展望」を放送するため21時40分で終了。
メインパーソナリティは宮本けいすけ、日替わりで以下のメンバーが付随した。
- 月曜　藤原満
- 火曜　岡田浩一
- 水曜　富田薫
- 木曜　和田安生
- 金曜　巽孝之

（代役として、太田祐輔、田上和延、小林徹夫、沢田幸二が登場）
20:00を基点にで第一部と第二部に分かれており、第二部の「音楽の玉手箱」はマニアックなテーマ、選曲が注目を浴びた。

## 2004年シーズン
ここで、「ホークス派宣言」に衣替え。放送時間は基本的には17:50～22:00。

メインパーソナリティは月・火・金は宮本けいすけ、水・木は和田安生。
17:50からホークスの事前情報を伝え、17:57から「KBCジャンボナイター」、ナイター終了後は再びスタジオに戻って試合結果に関しての情報、スポーツ情報、そしてリスナーからの試合の感想を伝える。ただし、中継が22:00を超えた場合は、中継終了後5分ほどスポーツ情報・ニュース・天気を放送した後、HOT'n HOT お気に入りに追加!（2005年以降はニッポン全国ラジベガス）に飛び乗りとなる。
試合を中継しない時は、宮本、和田コンビで4時間ぶっ続けで放送。そのときの内容は、
- パ・リーグのチーム状態
- ホークスカルトクイズ
- オリンピック特集

といったものをやっていたが、1リーグ制問題が起こったときは、2回に分けてリスナー、識者からの声を寄せていた。

## 2004年オフシーズン
9月27日開始。開始1週間は18:00からの放送であったが、10月4日以降は18:05からの放送で終了は21:00。
メインパーソナリティは月・火は和田安生、水・木・金は宮本けいすけ。
日替わりで以下のメンバーが付随する。
- 月曜　　藤原満、宮崎智子
- 火曜　（岡田浩一）、平田理絵
- 水曜　（太田祐輔）、渡辺美穂
- 木曜　（田上和延）、小柳有紀
- 金曜　（小林徹夫）、さぬいみき

（かっこ表記は火～金のどれかに登場する）
20時からはメインと女性パーソナリティのみで進行。
また、21:30～22:00は、その日の女性パーソナリティーが、『○○（パーソナリティーの名前）の助手席からお疲れ様』を放送している。

## 2005年シーズン
2004年と同様にホークス派宣言に衣替え。ただし番組スタートが17:45になった。基本的に内容は2004年シーズンとあまり変わりない。

## 2005年オフシーズン
10月3日スタート。放送時間は18:05-22:00。ただし金曜は「山田一雄の競馬展望」のため21:40まで。毎日21:00-21:30に「ミュージックギフト〜音楽・地球号」を挿入する。
メンバー
- 和田安生（月・火）
- 宮本けいすけ（水・木・金）
- 吉野綾（月・火）
- 小門容子（水）
- 江藤晴美（木・金）
- 藤原満（月）
- 岡田浩一・田上和延・太田祐輔・小林徹夫・沖繁義（日替わりパーソナリティ・月-金）

主なコーナー
- (火)18:25-18:30 だって博多の女やもん /(水)18:20-18:30 週刊和田毅 WATTI RADIO /(木)18:15-18:30 滝悦子の一番搾りでうておうて
- (月)19:10-19:20 味自慢！わが家の晩ごはん /(金)19:10-19:20 JA-SSニッポン全国寄り道マップ

19:30 Catch up Hawks! 
- (水)20:25-20:30 発毛専門リーブ21岡村社長の「髪の悩み私が答えます！」
- 21:00 ミュージックギフト〜音楽・地球号～

## 2006年シーズン
ホークス派宣言に衣替え。番組スタートは17:45。マンデー・パ・リーグ廃止により、火曜～金曜の放送。メインパーソナリティーは火・水は太田祐輔、木・金は宮本けいすけ。
なお2006年度のオフシーズンは『AM派』ではなく、19:00までは『栗田善成のまずはラジオでおつかれさん』が拡大され、影平晶アナメインによる新番組『もう夜なのか』が放送された。

## 2007年シーズン
- 放送時間は前年までと同じ。
- 担当は宮本けいすけ（火曜）・太田祐輔（水曜）・岡部はち郎(木・金)の体制
- 新しく加わった岡部はち郎は土曜の夜ナイター後の生ワイド『おかはちワイド チューチュートレイン』のMCの為、実質木曜から土曜の担当とも言える。

## 2008年シーズン
- 放送時間は火曜～金曜の17:47～17:55・試合終了後～21:55。
- 担当は岡本憲明（火曜～金曜）

今まで入っていたメンバーが外され、代わりにおはよういい朝KBCの元MCだった岡本憲明になった
- 野球中継のない日(交流戦時期)は17:47～22:00で特別版を放送するか、もしくは、ニッポン放送のサウンドコレクションをネットすることがある

## 2009年シーズン
- 放送時間は火曜～金曜の17:45～17:55・試合終了後～21:55。ただし試合終了が21:55を超えた場合は、ホークスナイター中継終了後、当番組を放送し、その後ベロベロバーが放送される。
- 17:45～は、「キリン氷結ストロング ストロングプレイヤー!」のあと「ホークスライブスタジアム」が放送され、中継終了後は中継を振り返り、他球場の速報結果などを放送している。
- 例年通り、野球中継のない日(交流戦時期)は17:45～22:00で特別版を放送するか、もしくは、17:45～18:00に当番組を放送した後、ニッポン放送のサウンドコレクションをネットする。
- 担当は八木徹（火曜～金曜）

## 2010年シーズン
- 放送時間は前年までと同じ。
- 17:45〜は、「キリンラガービールプレゼンツ ガツンプレイヤー」「ホークスライブスタジアム」を放送。
- 中継のない日は22:00まで当番組の特別版の放送を行う。またニッポン放送のサウンドコレクションをネットすることがある。
- 担当は武内裕之（火曜・水曜）、八木徹（木曜・金曜）